# Beweis der Irrationalität von π
Es gibt mehrere Beweise der Irrationalität von π. Die Kreiszahl {\displaystyle \pi } ist irrational, denn es gibt keine ganzen Zahlen {\displaystyle a} und {\displaystyle b}, für die gilt {\displaystyle \pi =a/b}. Die meisten Beweise sind Widerspruchsbeweise.

## Lamberts Beweis
1761 bewies Johann Heinrich Lambert als Erster die Irrationalität von π. Er bewies zunächst, dass {\displaystyle \tan(x)={\frac {x}{1-{\frac {x^{2}}{3-{\frac {x^{2}}{5-{\frac {x^{2}}{7-\cdots }}}}}}}}} nicht rational sein kann, wobei {\displaystyle x} eine rationale Zahl verschieden von Null ist. Weil {\displaystyle \tan(\pi /4)=1} ist, muss {\displaystyle \pi /4} und deswegen {\displaystyle \pi } irrational sein.
Miklós Laczkovich vereinfachte den Beweis von Lambert.

## Hermites Beweis
Im 19. Jahrhundert fand Charles Hermite einen Beweis, der mit grundlegenden Methoden der Infinitesimalrechnung auskommt. Der 1873 veröffentlichte Beweis charakterisierte {\displaystyle \pi } als die kleinste positive Zahl, für die {\displaystyle \cos(\pi /2)=0} gilt, was zeigt, dass {\displaystyle \pi ^{2}} irrational ist. Dieser Beweis ist ein Widerspruchsbeweis.
Mary Cartwright, Ivan Niven und Nicolas Bourbaki vereinfachten den Beweis von Hermite.